# Primera División de Venezuela 1992-93
La temporada 1992-93 de Primera División fue la trigésima séptima edición de la máxima categoría del fútbol profesional  venezolano.

## Historia
Fue jugada por 16 equipos:
- 3 equipos de colonias: Sport Marítimo, Deportivo Italia y Deportivo Galicia de Caracas.
- 13 equipos locales: Unión Atlético Táchira, Minervén FC, Portuguesa FC, Caracas FC, Atlético Zamora, Universidad Los Andes, Estudiantes de Mérida, Unión Deportivo Lara, Monagas SC, Trujillanos FC, Anzoategui FC, LLaneros de Guanare y Mineros de Guayana.

El torneo fue un campeonato simple de dieciséis (16) equipos. Al final el campeón se decidió por puntos en una tabla única.
Debido a que los dos (2) primeros puestos quedaron empatados en puntos, el campeón absoluto se decidió en partidos a ida y vuelta: el Club Sport Marítimo de Venezuela y el Minerven FC jugaron dos partidos finales, ganando cada uno un partido. Entonces hubo que recurrir a los penaltis: el Club Sport Marítimo de Venezuela ganó por marcar más goles (7 - 6) y fue declarado campeón el 13 de julio de 1993. Miguel Sabina (de Cuba) era su entrenador.
Herbert Márquez (del Sport Marítimo) fue por segunda vez el mejor goleador de la Primera División, con 21 goles.
El UD Lara fue descendido por problemas administrativos al finalizar el torneo. Deportivo Galicia de Caracas y Portuguesa FC descendieron a Segunda División. 
Cabe señalar que el 18 de noviembre de 1992 se disputó unos de los últimos enfrentamientos (luego de muchos anteriores, desde los años sesenta) entre el Deportivo Galicia y el Deportivo Italia, dos equipos históricos del futbol de colonias en Venezuela: terminó con victoria de los italo-venezolanos por 3-1, pero hubo heridos en la hinchada de ambos equipos.

## Campeón
Club Sport Marítimo de Venezuela

Campeón

## Tabla final
| Pos | Equipo                           | J  | G  | E  | P  | GF | GC | Ptos |
| --- | -------------------------------- | -- | -- | -- | -- | -- | -- | ---- |
| 1   | Club Sport Marítimo de Venezuela | 30 | 16 | 9  | 5  | 63 | 34 | 41   |
| 2   | Minervén FC                      | 30 | 16 | 9  | 5  | 59 | 23 | 41   |
| 3   | Caracas FC                       | 30 | 18 | 4  | 8  | 52 | 35 | 40   |
| 4   | Unión Atlético Tachira           | 30 | 17 | 5  | 8  | 53 | 34 | 39   |
| 5   | Mineros de Guayana               | 30 | 15 | 8  | 7  | 62 | 35 | 38   |
| 6   | Trujillanos FC                   | 30 | 13 | 12 | 5  | 46 | 34 | 38   |
| 7   | Anzoátegui FC                    | 30 | 12 | 10 | 8  | 54 | 39 | 34   |
| 8   | Estudiantes de Mérida            | 30 | 13 | 8  | 9  | 39 | 26 | 34   |
| 9   | UD Lara                          | 30 | 11 | 12 | 7  | 32 | 25 | 34   |
| 10  | Monagas SC                       | 30 | 13 | 6  | 11 | 49 | 34 | 32   |
| 11  | LLaneros de Guanare              | 30 | 8  | 11 | 11 | 33 | 45 | 27   |
| 12  | ULA Mérida                       | 30 | 5  | 10 | 15 | 27 | 55 | 20   |
| 13  | Atlético Zamora                  | 30 | 6  | 6  | 18 | 21 | 61 | 18   |
| 14  | Deportivo Italia                 | 30 | 5  | 7  | 18 | 26 | 53 | 17   |
| 15  | Deportivo Galicia                | 30 | 3  | 9  | 18 | 29 | 63 | 15   |
| 16  | Portuguesa FC                    | 30 | 4  | 4  | 22 | 19 | 68 | 12   |